# Левада Максим Євгенович
Максим Євгенович Левада — український археолог, співробітник Українського центру культурних досліджень.
У 2023 році куратор виставки «День археолога: врятовані скарби» в Історичному музеї.

## Публікації
- Максим Левада, Національний музей історії України. Історія Сераховичівського скарбу // Матеріали і дослідження з археології Прикарпаття і Волині. 2021. Вип. 25. С. 317—332 / pdf (11 МБ), 16.09.2022
  1. История, которой более трех тысяч лет / В Британии «всплыл» шлем эпохи поздней бронзы // 12 апреля 2019, 12:44, day.kyiv.ua № 67-68 (2019)
  2. Максим Левада. «Я ЗНАЮ ДЕ ЗАРАЗ ЦЕЙ ШОЛОМ», АБО МЕЧ ВІКІНГА — 2 // «Музейний простiр», 09 квітня 2019 12:23 / 09 липня 2017 року людиною під ніком Pislarij на аукціоні Violity було продано бронзовий шолом
- Контрабандный безвиз // 27.06.2018 15:25:51
- Археолог Максим Левада: Только через один аукцион находок «черных археологов» за год продается на четыре Национальных музея истории Украины // 08:00, 06.11.2020 / twitter / Максим Левада: unian editor, 1 article
- Максим Левада: lb.ua editor, 5 articles

- Максим Левада. Малі міста — великі гроші: про чергову аферу від Мінкульту // 02 квітня 2018 о 12:45; Малі міста — великі гроші (історія про захворювання) // «Музейний простiр», 02 квітня 2018 о 13:32
- Максим Левада. Музейні локомотиви // «Музейний простiр», 15 лютого 2012 08:10 / facebook, 15 лютий 2012 09:49.
- Максим Левада. ДЕТЕКТОРНИЙ ПОШУК: БРИТАНСЬКИЙ ДОСВІД // «Музейний простiр», 04 жовтня 2020 16:05

1. Максим Левада. Війна за «Золото Криму» / Цю війну Крим уже програв // istpravda.com.ua istpravda, 26 СІЧНЯ 2022
2. «Скіфське золото» повертається в Україну. Долю кримських скарбів вирішували дев'ять років // bbc, 9 червня 2023

- Платар. Колекція предметів старовини родин Платонових та Тарут. Каталог / Архипова Є. І., Відейко М. Ю., Клочко В. І., Клочко Л. С., Левада М. Є., Симоненко О. В., Стоянов Р. В. — Музей історичного культурного надбання «ПЛАТАР». — Київ: Укрполіграфмедіа, 2004. — 256 с. — ISBN 966-8703-01-4[1][2][3][4][5][6]